# Marcelino Bolívar
José Marcelino Bolívar (Ciudad Bolívar, 14 luglio 1964) è un ex pugile venezuelano.

## Palmarès

### Olimpiadi
- 1 medaglia:
  - 1 bronzo (Los Angeles 1984 nei pesi mosca leggeri)

### Giochi centramericani e caraibici
- 1 medaglia:
  - 1 bronzo (Santiago 1986 nei pesi mosca leggeri)